# دالفا فيغيريدو
دالفا فيغيريدو (بالرتغالية: Dalva Figueiredo) هي سياسية برازيلية. كانت حاكمة أمابا.
في انتخابات عام 2002 اتُهمت دالفا فيغيريدو باستخدام الآلة العامة بزعم نقل 61.5 مليون ريال برازيلي بشكل غير منتظم قبل ثلاثة أشهر من الانتخابات، وهو ما قد يشكل انتهاكًا لقانون الانتخابات.